# District de Vĩnh Thạnh (Bình Định)
Vĩnh Thạnh est un district de la province de Bình Định dans la région de la côte centrale du Sud du Viêt Nam. 